# Coelopina
Coelopina is een vliegengeslacht uit de familie van de wiervliegen (Coelopidae).

## Soorten
- C. anomala (Cole, 1923)